# Еразм Заблоцький
Еразм Заблоцький (пол. Erazm Zabłocki; 1831—1884) — польський шляхтич герба Лада часів після розділів Речі Посполитої.
Активний учасник Січневого повстання 1863—1864 років на землях Білорусі, спрямованого проти Російської імперії.
До червня 1863 року був цивільним головою, а потім урядовий комісар Гродненського воєводства, урядник Гродненської будівельної комісії, підпільник.

## Біографія
Еразм Заблоцький народився 1831 року у Гродненському повіті. Син шляхтича Речі Посполитої Казимира Заблоцького (1790—1824) та Ізабели Якси-Жеромської (1790—16 грудня 1871, Познань). Його дід був послом (депутатом) на Сеймі Речі Посполитої — Йозеф Заблоцький (народився 1740 р.).
У нього була сестра Емілія Заблоцька, яка вийшла заміж за Генріка Пониньського, шляхтича герба Лодья.
Еразм Заблоцький одружився 23 липня 1849 року з Оленою Ватта-Скшидлевською, герба Самсон (1828—1859). У шлюбі народилися син Рафаїл Заблоцький (1854—1911) та три доньки: Августина (1851—1903), Казимира (1853—1943) та Олена Заблоцька (1859—1929).
У травні 1863 року разом з Костянтином Калиновським здійснив організаційну інспекційну поїздку на Слонімщину. Активна робота в умовах повстання на посаді воєводського комісара сприяла тому, що саме на Гродненщині повстанці мали найбільш боєздатну, потужну організацію.
Після від'їзду К. Калиновського до Вільна він зайняв посаду воєводського комісара. Восени 1863 року був заарештований російською владою та засуджений до 15 років примусових робіт.